# 1817 ve fotografii
Tento článek obsahuje významné fotografické události v roce 1817.

## Narození v roce 1817
- 14. ledna – Félix Teynard, francouzský fotograf († 28. srpna 1892)
- 30. ledna – Charles-Louis Michelez, francouzský fotograf a litograf († 21. května 1894)
- 17. února – Ferdinand Mulnier, francouzský fotograf († 16. července 1891)
- 5. března – Jules Duboscq, francouzský optik, vynálezce a průkopník v oboru fotografie († 24. září, 1886)
- 8. března – Jozef Božetech Klemens, malíř, sochař, fotograf a vynálezce († 17. ledna 1883)
- 15. března – Franziska Möllingerová, švýcarská fotografka († 26. února 1880)
- 31. března – Jules Géruzet, francouzský fotograf, litograf a vydavatel aktivní v Bruselu († 4. prosince 1874)
- 7. května – Maurits Verveer, fotograf († 23. března 1903)
- 16. prosince – Antonín Dvořák, malíř a fotograf († 26. dubna 1881)
- 17. prosince – Firmin Eugène Le Dien, francouzský fotograf aktivní v Římě († 28. července 1865)
- ? – Pompeo Pozzi, italský malíř a fotograf († 1890)
- ? – Geneviève Élisabeth Disdéri, francouzská fotografka († 1878)
- ? – William Pumphrey, anglický průkopník fotografie aktivní v New Yorku († 1905)
- ? – Anastas Jovanović, fotograf († ?)
- ? – Sixtus Armin Thon, fotograf († ?)
- ? – Marcus Thrane, fotograf († ?)
- ? – Robert Thompson Crawshay, fotograf († ?)
- ? – Henry Hunt Snelling, fotograf († ?)
- ? – Hugh Lyon Tennent, fotograf († ?)
- ? – Eugène Sevaistre, fotograf († ?)
- ? – Anastas Jovanovič, „první srbský fotograf“, který vytvořil panteon srbské fotografie (1817 – 1. listopadu 1899)